# E83号線
E83号線（E83ごうせん、英: European route E83）はブルガリアにあり、ビャラ – ソフィアを結ぶ、欧州自動車道路のAクラス幹線道路。

## 経路

### 経過する主要都市
- ブルガリア
  - ビャラ(E85) – プレヴェン – ヤブラニツァ(E772) – ボテヴグラト（英語版）(E79) – ソフィア